# Cercle Music
Cercle је продукцијска кућа која се бави снимањем, продукцијом и емитовањем концерата електронске музике са различитих необичних локација широм света. Cercle има за циљ да промовише уметнике и места, кроз продукцију имерзивног аудиовизуелног искуства, са жељом да слушаоце упозна са наслеђем, уметношћу и културом.

## Историја
Прве емисије Cercle је снимио 2016. године у стану оснивача Дерека Барболе. Након жалби комшија, програми су почели да се снимају на разним местима у Паризу, попут малих подрума, клубова, као и бродића на реци Сени. У октобру 2016. године Cercle је са уметником Møme снимио концерт на Ајфеловом торњу. То је уједно био и почетак серијала „lundis Cercle“ када су започета снимања концерата на необичним местима широм света . Сваког понедељка Cercle позива по једног уметника на једночасовни наступ уживо или диџеј сет. Након тога следи разговор и интервју са гостом, уз питања слушалаца на мрежи.

## Значајни догађаји
Cercle је до данас организовао велики број догађаја и концерата, међу којима су и концерт Нине Кравиц на првом спрату Ајфеловог торња, Карла Кокса у дворцу Шамбор, Стефана Бодзина у Пиз Глорији, Tale of Us на аеродрому Шарл де Гол у Паризу, Бориса Брејхе у дворцу Фонтенбло, Масеа Плекса на реци Хадсон у Њујорку, Соломана у античком позоришту у Оранжу, Амели Ленс на Атомијуму, или чак са FKJ-ем у Салар д'Ујуни.
Cercle је најавио фестивал који ће бити одржан 10. и 11. октобра 2021. године. Фестивал ће, под називом Cercle Festival, бити одржан у Француском музеју авијације и космонаутике у Паризу. На фестивалу ће наступати бројни популарни уметници из света електронске музике, међу којима и Acid Pauli, Agoria, Black Coffee, Rodriguez Jr., Масео Плекс и други.